# Sonate pour alto
Une sonate pour alto est une sonate pour alto, parfois avec d'autres instruments, ordinairement le piano. Les plus anciennes sonates pour alto sont difficiles à dater pour plusieurs raisons :
- À l'époque baroque, il y avait beaucoup d’œuvres écrites pour la viole de gambe, y compris des sonates (les plus connues étant les trois de Jean-Sébastien Bach), jouées le plus souvent au violoncelle de nos jours.
- Durant la période classique et au début de la période romantique, il y avait peu d’œuvres écrites spécifiquement pour l'alto en tant qu'instrument solo et parmi celles-ci, ainsi celles de la famille Stamitz par exemple, un certain nombre avaient été composées pour la viole d'amour comme la plupart de leurs œuvres pour alto - bien qu'il soit à présent courant de les jouer à l'alto. Il était habituel de publier une œuvre ou un ensemble, comme les sonates pour violoncelle op. 16 de George Onslow, ou les deux sonates pour clarinette op.120 de Johannes Brahms à la fin du XIXe siècle, qui indiquaient expressément l'alto comme possible alternative à l'instrument pour lequel avait été composée la sonate donnée. On trouve comme exceptions la sonate pour alto de Felix Mendelssohn (1824, publiée à titre posthume en 1966) et la sonate opus 1 du compositeur Karl Ernst Naumann (1832-1910), publiée en 1854.

## Sonates pour alto (sélection)
- Malcolm Arnold
  - Sonate op. 17, pour alto et piano (1947)
- Granville Bantock
  - Sonate pour alto et piano en fa « Colleen » (1919)
- Jan Zdeněk Bartoš
  - Sonatine pour alto et piano, op. 46
- Marion Bauer
  - Sonate pour alto op. 22 (1932)
- Arnold Bax
  - Sonate pour alto et piano en sol (1922)
  - Sonate-fantaisie pour alto et harpe (1927)
- Jack Beeson (en)
  - Sonate pour alto et piano (1953)
- Arthur Benjamin
  - Sonate en mi mineur, 1942
- Lennox Berkeley
  - Sonate en ré mineur, op. 22 (écrite en 1946)
- Valentin Bibik
  - Sonate pour alto solo no 1, op.31 (1977)
  - Sonate pour alto solo no 2, op.136 (1999)
  - Sonate pour alto et piano no 1, op. 72 (1988)
  - Sonate pour alto et piano no 2, op. 137 (2000)
- Easley Blackwood
  - Sonate no 1, op. 1 (1953)[1]
  - Sonate no 2, op. 43 (2001)[1]
- Arthur Bliss
  - Sonate pour alto et piano (1933)[2]
- York Bowen
  - Sonate no 1, op. 18 en do mineur (1905)[3]
  - Sonate no 2, op. 22 en fa (1906)[4]
- Johannes Brahms
  - Sonate en fa mineur et Sonate en mi-bémol, version alternative des sonates pour clarinette op. 120 nos 1 et 2 (1894)
- Arthur Butterworth
  - Sonate pour alto et piano (1986, esquissée en 1949)
- Mario Castelnuovo-Tedesco
  - Sonate pour alto et harpe, op. 144
- Paul Chihara
  - Sonate pour alto et piano (1996)
- Dmitri Chostakovitch
  - Sonate pour alto et piano, op. 147 (1975)
- Rebecca Clarke
  - Sonate pour alto et piano (1919)
- Karl Ditters von Dittersdorf
  - Sonates pour alto et piano
- Felix Draeseke
  - Sonate en do mineur (1892)
  - Sonate en fa (1901–1902)
- Lorenzo Ferrero
  - Sonate pour alto et piano (2000)
- Jacobo Ficher
  - Sonate pour alto et piano, op. 80 (1953)
- Ross Lee Finney
  - Sonate pour alto et piano
- Lillian Fuchs
  - Sonate pastorale, pour alto solo
- Robert Fuchs
  - Sonate pour alto et piano en ré mineur, op. 86
- Harald Genzmer
  - Sonate pour alto solo (1957)
  - Sonate pour alto et piano
  - Sonatine pour alto et piano
- Roberto Gerhard
  - Sonate pour alto et piano (1946) ; remaniée plus tard en sonate pour violoncelle
- Mikhaïl Glinka
  - Sonate pour alto et piano en ré mineur (incomplète) (1835)
- Hilding Hallnäs
  - Sonate pour alto et piano, op. 19 (1943)
- Hans Werner Henze
  - Sonate pour alto (1979)
- Kurt Hessenberg
  - Sonate pour alto et piano op. 94
- Jennifer Higdon
  - Sonate pour alto et piano (1990)
- Paul Hindemith
  - Sonate pour alto solo, op. 11 no 5 (1919)
  - Sonate pour alto solo, op. 25 no 1 (1922)
  - Sonate pour alto solo, op. 31 no 4 (1923)
  - Sonate pour alto solo (1937)
  - Sonate pour alto et piano, op. 11 no 4 (1919)
  - Sonate pour alto et piano, op. 25 no 4 (1922)
  - Sonate pour alto et piano (1939)
- Vagn Holmboe
  - Sonate pour alto solo
- Arthur Honegger
  - Sonate pour alto et piano (1920)
- Alan Hovhaness
  - Sonate Campuan pour alto et piano, op. 371 (1982)[5]
  - Sonate pour alto solo, op. 423
- Bertold Hummel
  - Sonatine no 1 op. 35b (1969)[6]
  - Sonatine no 2 op. 52b (1973)[7]
- Johann Nepomuk Hummel
  - Sonate en mi bémol pour alto et piano, op. 5 no 3
- Miriam Hyde
  - Sonate en si mineur pour alto et piano (1937)
- Gordon Jacob
  - Sonate no 1 (1949)
  - Sonate no 2 (1978)
- David Johnstone
  - Sonatango, sonate pour alto solo avec influences du tango, publ. 2007
- Paul Juon
  - Sonate op. 15 en ré (1901)
  - Sonate op. 82 en fa mineur (version de la sonate pour clarinette) (1923)
- Aram Khatchatourian
  - Sonate pour alto solo
- Friedrich Kiel
  - Sonate, op. 67 en sol mineur
- Charles Koechlin
  - Sonate, op. 53 (créée en 1915)
- Luigi von Kunits
  - Sonate pour alto et piano (1917)
- Ernst Křenek
  - Sonate pour alto solo
- Libby Larsen
  - Sonate pour alto et piano (2001)
- Victor Legley
  - Sonate pour alto et piano op. 13 (1943)
- Lowell Liebermann
  - Sonate pour alto et piano op.13 (1984)
- György Ligeti
  - Sonata pour alto solo (1991-1994)
- Bohuslav Martinů
  - Sonate pour alto et piano (1955)
- Felix Mendelssohn
  - Sonate pour alto viola et piano en do mineur (1824)
- Darius Milhaud
  - Sonate pour alto et piano no 1, op. 240 (1944)
  - Sonate pour alto et piano no 2, op. 244 (1944)
- Paul Müller-Zürich
  - Sonate pour alto solo (1979)
- Jacques Murgier
  - Sonate pour alto solo
- Ludvig Norman
  - Sonate en sol mineur pour alto et piano, op. 32 (1869)
- George Onslow
  - Trois sonates op. 16 (jouées au violoncelle ou à l'alto)
- George Perle
  - Sonate pour alto solo, Op. 12
- Max Reger
  - Trois sonates opp. 49 nos 1 et 2 et op. 107 (versions des sonates pour clarinette en la bémol majeur, fa dièse mineur (1900) et si bémol majeur, 1908-9)
- George Rochberg
  - Sonate pour alto et piano (1979)
- Alessandro Rolla
  - Sonates pour alto avec continuo
- Julius Röntgen
  - Sonate pour alto et piano
- Nino Rota
  - Sonate pour alto en sol (1934-5, révisée en 1970)
  - Sonate pour alto en do majeur (1945)
- Anton Rubinstein
  - Sonate pour alto et piano op. 49 en fa mineur (1855)
- José Serebrier
  - Sonate pour alto solo (1955)
- Philipp Scharwenka
  - Sonate pour alto et piano « Sonate fantaisie » en sol mineur op. 106 (1899)[8]
- Franz Schubert
  - Sonate Arpeggione en la mineur, pour arpeggione et piano, D. 821
- Peter Sculthorpe
  - Sonate pour alto et percussions
- Alexander Shchetynsky (en)
  - Sonate pour alto solo (1987)
- Vissarion Shebalin
  - Sonate pour alto et piano
- David Stanley Smith
  - Sonate pour alto, op. 72 (1934) (David Stanley Smith Papers at the Irving S. Gilmore Music Library[9], Yale University)
- Carl Stamitz
  - Une sonate originellement pour viole d'amour
- Eduard Tubin
  - Sonate pour alto (1965)
- Johann Baptist Vanhal
  - Sonate pour alto en mi bémol
  - Quatre sonates pour alto et piano, op. 5 (en do majeur, ré, fa, et do)
- Henri Vieuxtemps
  - Sonate (inachevée) pour alto et piano, op. post.
  - Sonate pour alto et piano en si bémol, op. 36 (1863 ou avant)
- Mieczyslaw Weinberg
  - Sonate pour alto solo no 1, op. 107 (1971)
  - Sonate pour alto solo no 2, op. 123 (1978)
  - Sonate pour alto solo no 3, op. 135 (1982)
  - Sonate pour alto solo no 4, op. 136 (1983)
- George Wilson
  - Sonate pour alto et piano (1952)
- Richard Edward Wilson
  - Sonate pour alto et piano (1989)